# Team Giant-Alpecin/2016
Deze pagina geeft een overzicht van de Team Giant-Alpecin-wielerploeg in  2016.

## Algemeen
Sponsors: Giant, Alpecin
Algemeen manager: Iwan Spekenbrink
Teammanager: Rudi Kemna
Ploegleiders: Adriaan Helmantel, Dariusz Kapidura, Morten Bennekou, Marc Reef, Luke Roberts, Dirk Rueling, Mattias Reck, Hans Timmermans, Arthur Van Dongen
Fietsmerk: Giant
Kopmannen: John Degenkolb, Tom Dumoulin & Warren Barguil

## Transfers
| Inkomend             | Team 2015                 | Uitgaand        | Team 2016                    |
| -------------------- | ------------------------- | --------------- | ---------------------------- |
| Sam Oomen            | Rabobank Development Team | Marcel Kittel   | Etixx-Quick Step             |
| Sindre Lunke         | Team Joker                | Luka Mezgec     | Orica GreenEDGE              |
| Søren Kragh Andersen | Team Trefor-Blue Water    | Lawson Craddock | Cannondale Pro Cycling Team  |
| Laurens ten Dam      | Team LottoNL-Jumbo        | Thierry Hupond  | Delko Marseille Provence KTM |
| Max Walscheid        | Team Kuota-Lotto&Stage    | Daan Olivier    | Gestopt                      |

## Renners
| Naam                     | Geboortedatum | Nationaliteit    | Ploeg 2015                                     | Ploeg 2017             |
| ------------------------ | ------------- | ---------------- | ---------------------------------------------- | ---------------------- |
| Nikias Arndt             | 18-11-1991    | Duitsland        |                                                |                        |
| Warren Barguil           | 28-10-1991    | Frankrijk        |                                                |                        |
| Roy Curvers              | 29-12-1979    | Nederland        |                                                |                        |
| Bert De Backer           | 02-04-1984    | België           |                                                |                        |
| Koen de Kort             | 08-09-1982    | Nederland        |                                                | Trek-Segafredo         |
| John Degenkolb           | 07-01-1989    | Duitsland        |                                                | Trek-Segafredo         |
| (ITT) Tom Dumoulin       | 11-11-1990    | Nederland        |                                                |                        |
| Caleb Fairly (tot 22/05) | 19-02-1987    | Verenigde Staten |                                                | gestopt                |
| Johannes Fröhlinger      | 06-06-1985    | Duitsland        |                                                |                        |
| Simon Geschke            | 13-03-1986    | Duitsland        |                                                |                        |
| Chad Haga                | 26-08-1988    | Verenigde Staten |                                                |                        |
| Cheng Ji                 | 24-10-1987    | China            |                                                | gestopt                |
| Carter Jones             | 27-02-1989    | Verenigde Staten |                                                |                        |
| Søren Kragh Andersen     | 10-08-1994    | Denemarken       | Team Trefor-Blue Water                         |                        |
| Fredrik Ludvigsson       | 28-04-1994    | Zweden           |                                                | Copenhagen Pro Cycling |
| Tobias Ludvigsson        | 22-02-1991    | Zweden           |                                                | FDJ                    |
| Sindre Lunke             | 17-04-1993    | Noorwegen        | Team Joker                                     |                        |
| Sam Oomen                | 15-08-1995    | Nederland        | Rabobank Development Team                      |                        |
| (ITT) Georg Preidler     | 17-06-1990    | Oostenrijk       |                                                |                        |
| Ramon Sinkeldam          | 09-02-1989    | Nederland        |                                                |                        |
| Tom Stamsnijder          | 15-05-1985    | Nederland        |                                                |                        |
| Laurens ten Dam          | 13-11-1980    | Nederland        | Team LottoNL-Jumbo                             |                        |
| Albert Timmer            | 13-06-1985    | Nederland        |                                                |                        |
| Lars van der Haar        | 23-07-1991    | Nederland        |                                                | Telenet-Fidea Lions    |
| Tom Veelers              | 14-09-1984    | Nederland        |                                                | gestopt                |
| Zico Waeytens            | 29-09-1991    | België           |                                                |                        |
| Max Walscheid            | 13-06-1993    | Duitsland        | Team Kuota-Lotto & stagiair Team Giant-Alpecin |                        |

## Overwinningen
Ronde van Italië
1e etappe: Tom Dumoulin (ITT)
21e etappe: Nikias Arndt
Ronde van België
4e etappe: Zico Waeytens
Nationale kampioenschappen wielrennen
Nederland - tijdrit: Tom Dumoulin
Ronde van Frankrijk
9e etappe: Tom Dumoulin
13e etappe: Tom Dumoulin
Ronde van de Ain
3e etappe: Sam Oomen
Eindklassement: Sam Oomen
Arctic Race of Norway
4e etappe: John Degenkolb
Ronde van het Münsterland
Winnaar: John Degenkolb
Ronde van Hainan
3e etappe: Max Walscheid
4e etappe: Max Walscheid
5e etappe: Max Walscheid
7e etappe: Max Walscheid
9e etappe: Max Walscheid
Mannen: 1999 · 2000 · 2001 · 2002 · 2003 · 2004 · 2005 · 2006 · 2007 · 2008 · 2009 · 2010 · 2011 · 2012 · 2013 · 2014 · 2015 · 2016 · 2017 · 2018 · 2019 · 2020 · 2021 · 2022 · 2023 · 2024 · 2025
Vrouwen: 2011 · 2012 · 2013 · 2014 · 2015 · 2016 · 2017 · 2018 · 2019 · 2020 · 2021 · 2022 · 2023 · 2024 · 2025
AG2R-La Mondiale · Astana Pro Team · BMC Racing Team · Cannondale Pro Cycling Team · Dimension Data · Etixx-Quick Step · FDJ · Team Giant-Alpecin · IAM Cycling · Team Katjoesja · Lampre-Merida · Team LottoNL-Jumbo · Lotto Soudal · Movistar Team · Orica GreenEDGE · Team Sky · Tinkoff · Trek-Segafredo